# Asedio de Bergen op Zoom (1622)
El asedio de Bergen op Zoom, ciudad de los Países Bajos, tuvo lugar entre entre el 18 de julio y el 2 de octubre de 1622 por parte de los  ejércitos españoles durante la Guerra de los Ochenta Años, retirándose finalmente de la ciudad ante las fuerzas de las Provincias Unidas. Fue el segundo de los dos asedios a que se vio sometida la ciudad, después del realizado con el mismo resultado en 1588.

## Contexto
Desde 1568 se inició en los Países Bajos la Guerra de los Ochenta Años, en la que los ejércitos de las Provincias Unidas intentaban conseguir su independencia del Imperio español.

## Asedio
Finalizada la tregua de los doce años en 1621, se reanudan los combates; el 18 de julio de 1622, el general Ambrosio Spínola al frente de sus tercios plantó sitio a la ciudad. El 2 de octubre debieron levantar el sitio, por la dificultad que presentaban las recientes construcciones defensivas y por la intervención del estatúder Mauricio de Nassau, príncipe de Orange. Se estima en 20 600 los soldados españoles presentes en el asedio.